# Selfie (film, 2017)
Pour les articles homonymes, voir Selfie (homonymie).
Pour plus de détails, voir Fiche technique et Distribution.
Selfie est un film espagnol réalisé par Víctor García León, sorti en 2017.

## Synopsis
Le père de Bosco, jeune homme vivant dans une famille aisée, est arrêté pour corruption.

## Fiche technique
- Titre : Selfie
- Réalisation : Víctor García León
- Scénario : Víctor García León et Sebastian Maharg
- Photographie : Eva Díaz
- Montage : Buster Franco
- Production : Víctor García León et Jaime Gona
- Société de production : Gonita, II Acto et Apache Films
- Pays :  Espagne
- Genre : Comédie
- Durée : 85 minutes
- Dates de sortie : 
  -  Espagne : 23 juin 2017

## Distribution
- Santiago Alverú : Bosco
- Macarena Sanz : Macarena
- Javier Carramiñana : Ramón
- Clara Alvarado : Paula
- Pepe Ocio : José
- Isabel García Lorca : Cristina Bermúdez
- Jesús Hierónides : Pablo
- Alicia Rubio : Alicia
- Esther Regina : Blanca
- Álvaro Roig : Arturo
- Pilar Pintre : Pilar
- Carlos Montero : Borja

## Distinctions
Le film a été nommé au prix Goya du meilleur espoir masculin pour Santiago Alverú.